# Marquesado de Vivot
El marquesado de Vivot es un título nobiliario español creado el 25 de mayo de 1717 por el rey Felipe V a favor de Juan Sureda y Villalonga.

## Marqueses de Vivot
|                       | Titular                        | Periodo               |
| Creación por Felipe V | Creación por Felipe V          | Creación por Felipe V |
| --------------------- | ------------------------------ | --------------------- |
| I                     | Juan Sureda y Villalonga       | 1717-1752             |
| II                    | Juan Miguel Sureda y Togores   | 1752- ?               |
| III                   | Juan Sureda y Verí             | ? -1806               |
| IV                    | Juan Sureda y Verí             | 1806-1835/6           |
| V                     | Juan Miguel Sureda y Boixadors | 1867- ?               |
| VI                    | Juan Miguel Sureda y Veri      | 1903-1912             |
| VII                   | Bárbara Sureda y Fortuny       | 1915-1973             |
| VIII                  | Antonio Montaner y Sureda      | 1973-1979             |
| IX                    | Miguel Juan Montaner y Cánaves | 1983-actual titular   |

## Historia de los Marqueses de Vivot
- Juan Sureda y Villalonga (1669-1752), I marqués de Vivot.

Le sucedió su hijo:
- Juan Miguel Sureda y Togores, II marqués de Vivot.

Le sucedió su hijo:
- Juan Sureda y Verí (1740-1806), III marqués de Vivot.

Le sucedió su hijo:
- Juan Sureda y Verí (1777-1835/6), IV marqués de Vivot.

Le sucedió su hijo:
- Juan Miguel Sureda y Boixadors V marqués de Vivot.

Le sucedió su hijo:
- Juan Miguel Sureda y Veri (1850-1912). VI marqués de Vivot, XIV conde de Peralada, vizconde de Rocabertí.

Le sucedió su hija:
- Bárbara Sureda y Fortuny (1879-1973), VII marquesa de Vivot.

Le sucedió, de su hermana Josefa Sureda y Fortuny (1879-1956), XV condesa de Peralada, el hijo, por tanto su sobrino:
- Antonio Montaner y Sureda (f. en 1979). VIII marqués de Vivot, XVI conde de Peralada.

Le sucedió, de su hijo Miguel Juan Montaner y Cerdá (f. en 1980), por tanto su nieto:
- Miguel Juan Montaner y Cánaves, IX marqués de Vivot.